# Nahorce Małe
Nahorce Małe lub Na Horce Małe (ukr. Малі Нагірці) – wieś w obwodzie lwowskim, w rejonie lwowskim (wcześniej w rejonie kamioneckim) na Ukrainie.
W II Rzeczypospolitej gmina wiejska. Od 1 sierpnia 1934 r., w ramach reformy scaleniowej stała się częścią gminy Żelechów Wielki w powiecie kamioneckim.

## Położenie
Według Słownika geograficznego Królestwa Polskiego i innych krajów słowiańskich: Nahorce Małe to wieś w powiecie Kamionka Strumiłowa, położona 14 km na południe od Kamionki Strumiłowej.